# إدموند بيرسون
إدموند بيرسون (بالإنجليزية: Edmund Pearson)‏ هو أمين مكتبة أمريكي، ولد في 11 فبراير 1880 في نيوبوريبورت في الولايات المتحدة، وتوفي في 8 أغسطس 1937 في نيويورك في الولايات المتحدة.

## وصلات خارجية
- إدموند بيرسون على موقع IMDb (الإنجليزية)